# Day 'n' Nite
«Day 'n' Nite» es el sencillo debut del cantante estadounidense de hip hop alternativo Kid Cudi incluido en su álbum debut Man on the Moon: The End of Day de 2009. Fue lanzado como sencillo el 5 de febrero de 2008 en los Estados Unidos pese a que se había filtrado en diciembre de 2007. La canción inicialmente apareció en el primer proyecto de Cudi, un mixtape titulado A Kid Named Cudi de 2008. Hasta marzo de 2013, «Day 'N' Nite» vendió 2 871 000 descargas en los Estados Unidos, donde se convirtió en el sencillo más vendido de Kid Cudi, según Nielsen SoundScan. En 2012, en una entrevista con la revista Complex, Kid Cudi reconoció que "Mind Playing Tricks on Me" de The Geto Boys le inspiró a escribir y grabar la canción. La canción fue nominada a los Premios Grammy de 2010 en las categorías Mejor colaboración de rap y a la Mejor canción de rap. La versión original alcanzó la tercera posición en los Estados Unidos y el número 15 en Canadá.
La canción fue remezclada en 2008 por el dúo de productores italianos Crookers, y fue lanzado como sencillo en el Reino Unido el 12 de enero de 2009. Esta versión fue un éxito comercial, alcanzando el número 2 en la lista de sencillos del Reino Unido e ingresó en el top 20 de varias listas musicales europeas. El remix fue clasificado con el número 15 dentro de las 25 mejores canciones de 2009 según la lista de la revista Rolling Stone.

## Video musical
Existen tres videos musicales realizados para la canción. El primero, un vídeo al estilo art pop, fue dirigida por el director francés So-Me que anteriormente trabajó en videos musicales con un estilo similar al de "D.A.N.C.E." de Justice y "Good Life" de Kanye West. Fue producido por Imetrages y también cuenta con una breve cameo de Travis Barker. En él Cudi camina por la ciudad de Los Ángeles haciendo una variedad de actividades mundanas tales como conseguir un pedazo de pizza, ir de compras o entrando a un bar. Esta versión fue nominada en los MTV Video Music Awards del 2009 al Mejor video de un artista nuevo.
La segunda versión fue hecha específicamente para el remix de Crookers en el que muestra a Cudi como el dueño de un supermercado y concurren todo tipo de clientes.
El tercer video (también para el remix de Crookers) se grabó antes que los demás en 2008 por el dúo de directores neoyorquinos BBGUN. El video fue realizado antes de que Cudi fírmara con Universal Motown con un presupuesto de 250 dólares. Fue el debut como directores de BBGUN y fue estrenada en Pitchfork el 9 de septiembre de 2009.

## Versiones
La canción fue versionada por "Weird Al" Yankovic en su álbum Alpocalypse en su medley polka "Face Polka". "Day 'n' Nite" también fue versionada por la banda de rock alternativo  Sugar Ray, en directo y han grabado su versión para RAWsession. Varias remezclas no oficiales fueron creados por varios raperos, incluyendo Jim Jones, Young Cash, Pitbull, Collie Buddz, Jermaine Dupri, Trey Songz, Styles P, Young Dro, Aidonia, K'naan, Chamillionaire, Chiddy Bang, Rusko entre otros.

## Lista de canciones
| Vinilo de 12" |                                                     |          |  |
| N.º           | Título                                              | Duración |  |
| 1.            | «Day 'n' Nite»                                      | 3:42     |  |
| 2.            | «Day 'n' Nite (Instrumental)»                       | 3:43     |  |
| 3.            | «Day 'n' Nite (Jokers of the Scene Extended Remix)» | 7:21     |  |
| 4.            | «Dat New "New"»                                     | 4:14     |  |
| 5.            | «Dat New "New" (Clean)»                             | 4:14     |  |
| 6.            | «Dat New "New" (Instrumental)»                      | 3:49     |  |

| Kid Cudi vs. Crookers – Descarga digital |                                        |          |  |
| N.º                                      | Título                                 | Duración |  |
| 1.                                       | «Day 'n' Nite (Radio Edit)»            | 2:43     |  |
| 2.                                       | «Day 'n' Nite (Crookers Club Mix)»     | 4:41     |  |
| 3.                                       | «Day 'n' Nite (Mobin Master Remix)»    | 7:18     |  |
| 4.                                       | «Day 'n' Nite (Bimbo Jones Vocal Mix)» | 8:11     |  |
| 5.                                       | «Day 'n' Nite (D.O.N.S. Remix)»        | 7:32     |  |
| 6.                                       | «Day 'n' Nite (Agent X Remix)»         | 5:11     |  |
| 7.                                       | «Day 'n' Nite (TC Remix)»              | 4:06     |  |
| 8.                                       | «Day 'n' Nite (Video musical)»         | 3:05     |  |

## Posicionamiento en listas y certificaciones
| Lista (2008–2009)                      | Mejor posición |
| -------------------------------------- | -------------- |
| Alemania (Media Control AG)            | 13             |
| Australia (ARIA)                       | 15             |
| Austria (Ö3 Austria Top 40)            | 19             |
| Bélgica (Flandes) (Ultratop 50)        | 2              |
| Bélgica (Valonia) (Ultratop 50)        | 3              |
| Canadá (Canadian Hot 100)              | 10             |
| Dinamarca (Tracklisten)                | 11             |
| Estados Unidos (Billboard Hot 100)     | 3              |
| Estados Unidos (Pop Songs)             | 16             |
| Estados Unidos (Hot R&B/Hip-Hop Songs) | 5              |
| Estados Unidos (Rhythmic Top 40)       | 1              |
| Estados Unidos (Hot Dance Club Songs)  | 42             |
| Unión Europea (European Hot 100)       | 8              |
| Finlandia (OFC)                        | 18             |
| Francia (SNEP)                         | 8              |
| Hungría (Rádiós Top 40)                | 18             |
| Irlanda (IRMA)                         | 13             |
| Nueva Zelanda (Recorded Music NZ)      | 11             |
| Países Bajos (Dutch Top 40)            | 4              |
| Reino Unido (UK Singles Chart)         | 2              |
| Suecia (Sverigetopplistan)             | 31             |
| Suiza (Schweizer Hitparade)            | 18             |

| País           | Organismo certificador | Certificación    | Ventas    |
| -------------- | ---------------------- | ---------------- | --------- |
| Australia      | ARIA                   | Disco de Oro     | 35 000    |
| Estados Unidos | RIAA                   | Disco de Platino | 2 871 000 |
| Nueva Zelanda  | RIANZ                  | Disco de Oro     | 7500      |